# Arsen Džulfalakjan
Arsen Julfalakyan (arm. Արսեն Ջուլֆալակյան; 8. svibnja 1987.) je armenski hrvač. Natječe se u kategoriji do 74 kg   grčko-rimskim stilom.
Osvajač je zlatne medalje na europskom hrvačkom prvenstvu 2009. godine u Vilniusu, te srebrne medalje na svjetskom prvenstvu u Moskvi 2010. godine. Na Olimpijskim igrama 2012. u Londonu osvojio je srebrnu medalju.
Njegov otac, Levon Julfalakyan, je također bio hrvač koji je za SSSR osvojio zlatnu medalju na OI 1988. u Seulu.